# L'Or des dragons
 (mars 2015).
Si vous disposez d'ouvrages ou d'articles de référence ou si vous connaissez des sites web de qualité traitant du thème abordé ici, merci de compléter l'article en donnant les références utiles à sa vérifiabilité et en les liant à la section « Notes et références ».
L'Or des dragons est un jeu de société créé par Bruno Faidutti en 2001. Il a d'ébord été publié par Jeux Descartes. Une édition comprenant de nouvelles cartes a été publiée en 2012 sous le nom de Dragon's Gold par White Goblin.
C'est un jeu pour 3 à 6 joueurs de 8 ans et plus.

## Principe du jeu
Parodie de jeu de rôles, mais se présentant sous la forme d'un jeu de cartes, l'Or des Dragons est un jeu de négociation en temps réel. Les joueurs posent à tour de rôle des cartes représentant des aventuriers. Lorsque les aventuriers sont assez puissants pour tuer un dragon, un sablier est retourné et les joueurs concernés ont une minute pour se partager le trésor. S'ils n'y parviennent pas, le dragon se réveille et son trésor est perdu.